# Сэвилл, Люк
Люк Сэвилл (англ. Luke Saville; род. 1 февраля 1994, Berri) — австралийский профессиональный теннисист; финалист одного турнира Большого шлема в парном разряде (Чемпионат Австралии-2020); победитель девятнадцати турниров ATP Challenger в парном разряде; участник Олимпийских игр 2020 года.
Победитель двух юниорских турниров Большого шлема в одиночном разряде (Уимблдон-2011, Чемпионат Австралии-2012); финалист двух юниорских турниров Большого шлема в одиночном разряде (Чемпионат Австралии-2011, Уимблдон-2012); бывшая первая ракетка мира в юниорском рейтинге ITF (2012).

## Общая информация
Люк Сэвилл родился 1 февраля 1994 года в Берри, штат Южная Австралия, в Австрали.
С 2018 года был помолвлен с российской теннисисткой Дарьей Гавриловой. В декабре 2021 года состоялась их свадьба и Гаврилова сменила фамилию, и стала выступать под именем Дарья Сэвилл.

## Спортивная карьера
В 2012—2023 годах стал победителем одиннадцати турниров ITF серии «фьючерс» в одиночном разряде.
И в 2011—2024 годах стал победителем ещё девятнадцати турниров ATP серии «челленджер» и одиннадцати турниров серии «фьючерс» в парном разряде.

### 2020—2021
В январе 2020 года, в Мельбурне (Австралия) стал финалистом в парном разряде Открытого чемпионата Австралии вместе со своим соотечественником Максом Пёрселлом, где они в финале проиграли Радживу Раму и Джо Солсбери со счётом: 4-6, 2-6.
В конце июля 2021 года участвовал в одиночном турнире Олимпийских игр 2020 года, где он в первом круге соревнований проиграл поляку Хуберту Хуркачу. Он также участвовал в парном турнире Олимпиады вместе со своим соотечественником Джоном Миллманом, где они проиграли в первом круге австрийцам Оливеру Мараху и Филиппу Освальду.

## Рейтинг на конец года
| Год  | Одиночный рейтинг | Парный рейтинг |
| 2023 | 306               | 134            |
| 2022 | 562               | 77             |
| 2021 | 632               | 23             |
| 2020 | 371               | 37             |
| 2019 | 326               | 84             |
| 2018 | 477               | 121            |
| 2017 | 518               | 130            |
| 2016 | 267               | 141            |
| 2015 | 187               | 399            |
| 2014 | 158               | 649            |

## Выступления на турнирах

### Финалы турниров Большого шлема в парном разряде (1)

#### Поражение (1)
| №  | Год  | Турнир                       | Покрытие | Партнёр      | Соперники в финале      | Счёт     |
| 1. | 2020 | Открытый чемпионат Австралии | Хард     | Макс Пёрселл | Раджив Рам Джо Солсбери | 4-6, 2-6 |